# Víctor Paz Estenssoro
Ángel Víctor Paz Estenssoro (ur. 2 października 1907 w Tarija, zm. 7 czerwca 2001 tamże) – boliwijski prawnik i polityk, czterokrotny prezydent kraju. 

## Zarys biografii
Urodził się w miejscowości Tarija. Ukończył prawo i ekonomię na Uniwersytecie San Andreas w La Paz. Był współzałożycielem i przywódcą (od 1948) partii Rewolucyjny Ruch Nacjonalistyczny (MNR). Był deputowanym i wiceprzewodniczącym Izby Deputowanych Kongresu Narodowego. W latach 1943–1956 zajmował stanowisko ministra finansów. Po zamachu stanu w 1946 przebywał na emigracji w Argentynie. Podczas nieobecności w kraju został wybrany w maju 1951 na prezydenta, lecz kolejny zamach stanu uniemożliwił mu objęcie stanowiska. Po następnym zamachu stanu, w latach 1952-1956, pełnił funkcję prezydenta. W latach 1956–1960 był ambasadorem w Wielkiej Brytanii. Na stanowisko prezydenta został wybrany ponownie w 1960, pełnił tę funkcję do listopada 1964. Po kolejnym zamachu stanu przebywał na emigracji w Peru i Paragwaju. W latach 1978, 1979 i 1980 kandydował na prezydenta z ramienia koalicji pn. Demokratyczny Związek Rewolucji Narodowej. W sierpniu 1985 Kongres Narodowy wybrał go na prezydenta. Urząd sprawował do sierpnia 1989.